# Sillar de esquina

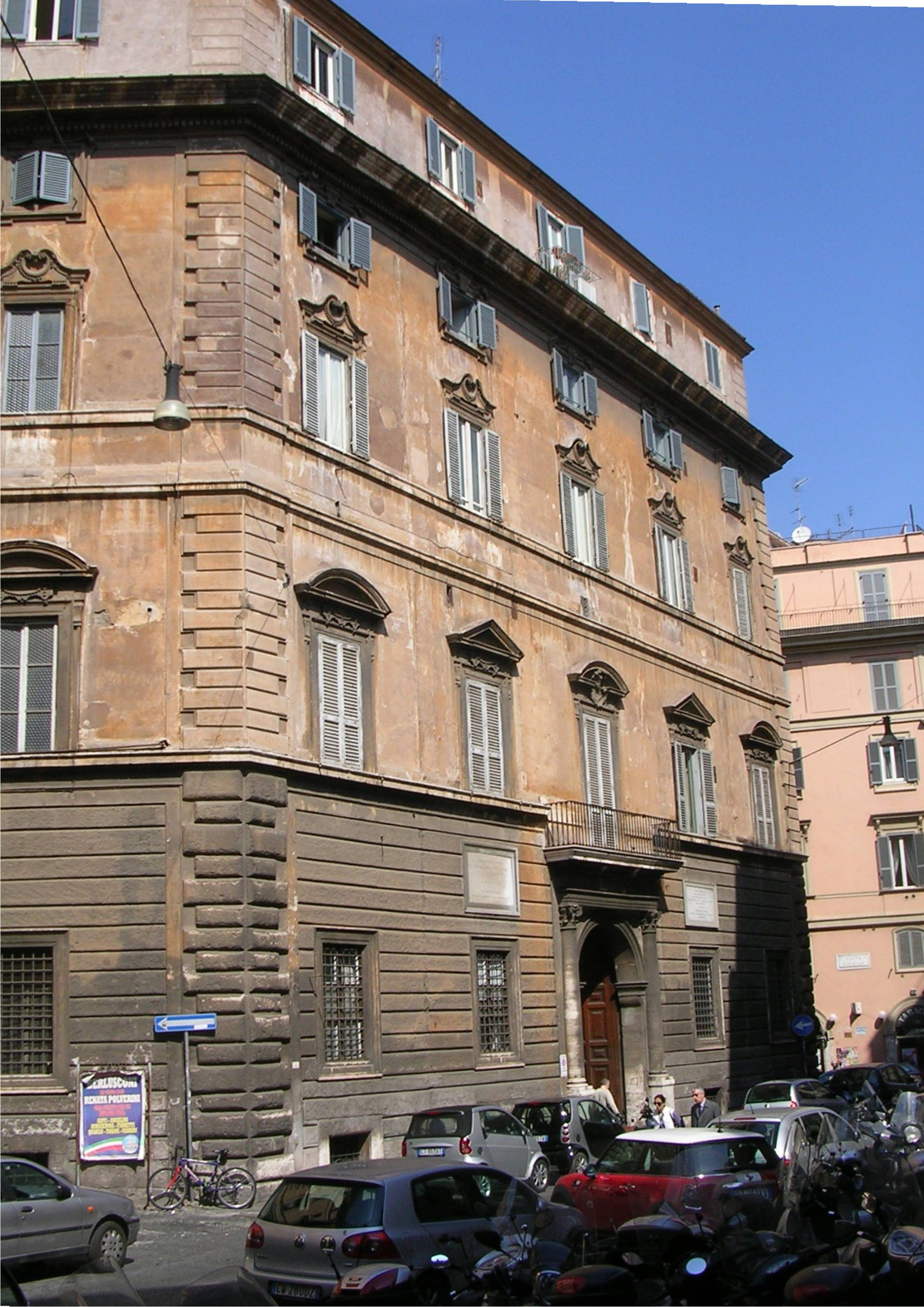
Sillar de esquina en las esquinas del Palacio Aragona Gonzaga, Roma

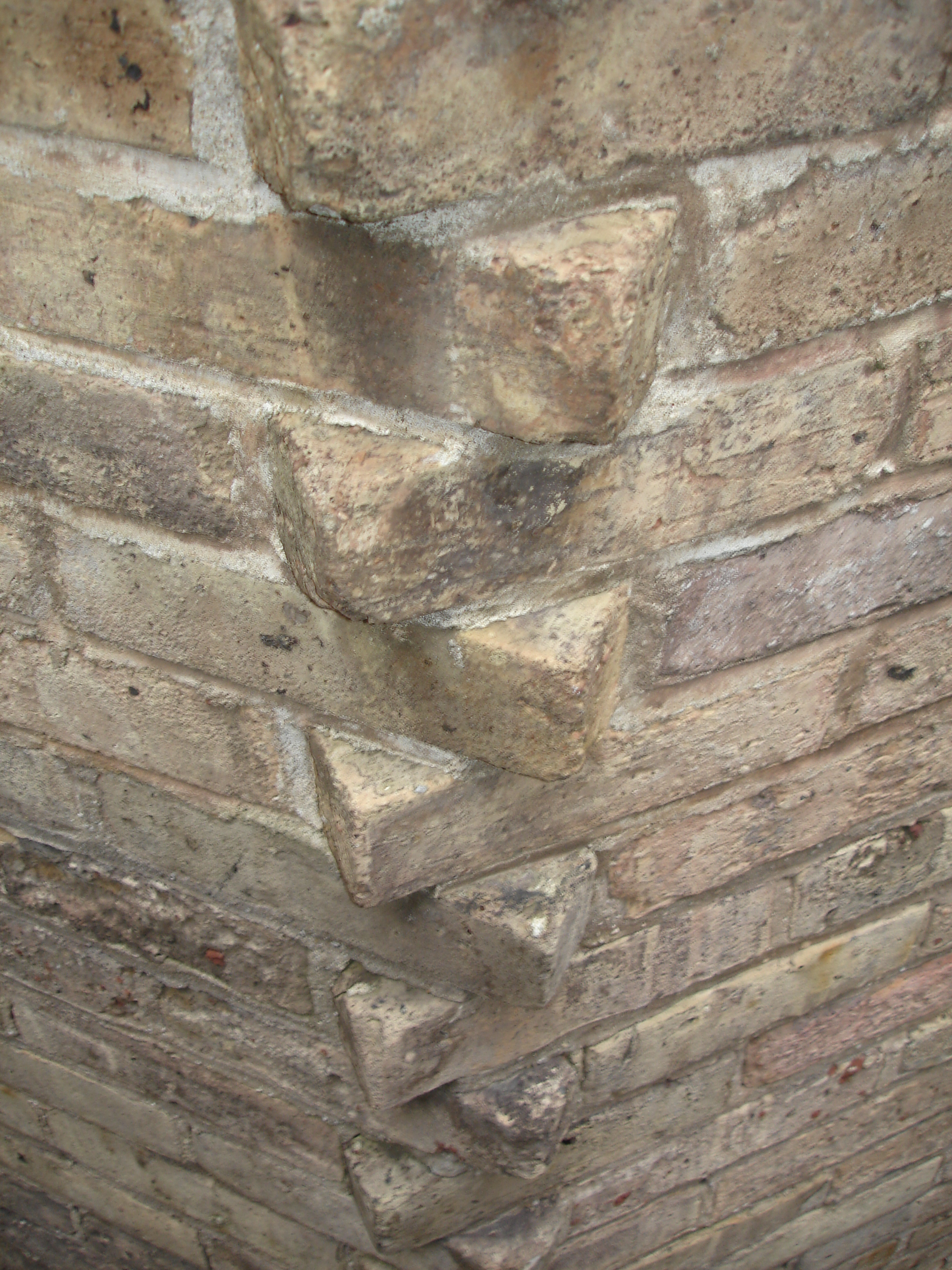
Esquina de un edificio en forma de endeja.

En Arquitectura, sillar de esquina se refiere a los bloques de mampostería en la esquina de una pared, por lo general labrados. Algunos son estructurales, brindando resistencia a un muro hecho con piedra o escombros inferiores, mientras que otros simplemente agregan detalles estéticos a una esquina. Según una enciclopedia del siglo XIX, estos implican fuerza, permanencia y gasto, todo lo cual refuerza el sentido del espectador de la presencia de una estructura.
Los sillares de esquina de piedra se utilizan en edificios tanto de piedra como de ladrillo. Los sillares de esquina de ladrillo pueden aparecer en edificios de ladrillo, que se extienden desde el revestimiento de ladrillo de tal manera que dan la apariencia de bloques de piedra de sillería generalmente cortados uniformemente más grandes que un ladrillo normal. Cuando los sillares de esquina son decorativos y no soportan carga, se utiliza una variedad más amplia de materiales, que incluyen madera, estuco u otro tipo de enfoscado .

## Técnicas

### Bloques de sillería
En el uso tradicional, muchas veces a modo decorativo, se colocan horizontalmente en las esquinas grandes sillares rectangulares o réplicas. Esto da como resultado un patrón de sillería de esquina alternante.

### Piedras angulares alternantes
Se utilizan hiladas de piedras angulares grandes y pequeñas, alternando entre piedras de diferente grosor, siendo típicamente las piedras angulares más grandes más delgadas que las más pequeñas.

### Sillar de esquina vertical alternante
En cambio, el método de unión larga y corta coloca sillares de piedra largos con sus longitudes orientadas verticalmente, entre los más pequeños que se colocan planos. Este cruce de carga es común en edificios anglosajones como la iglesia de St Bene't en Cambridge, Inglaterra.

## Galería

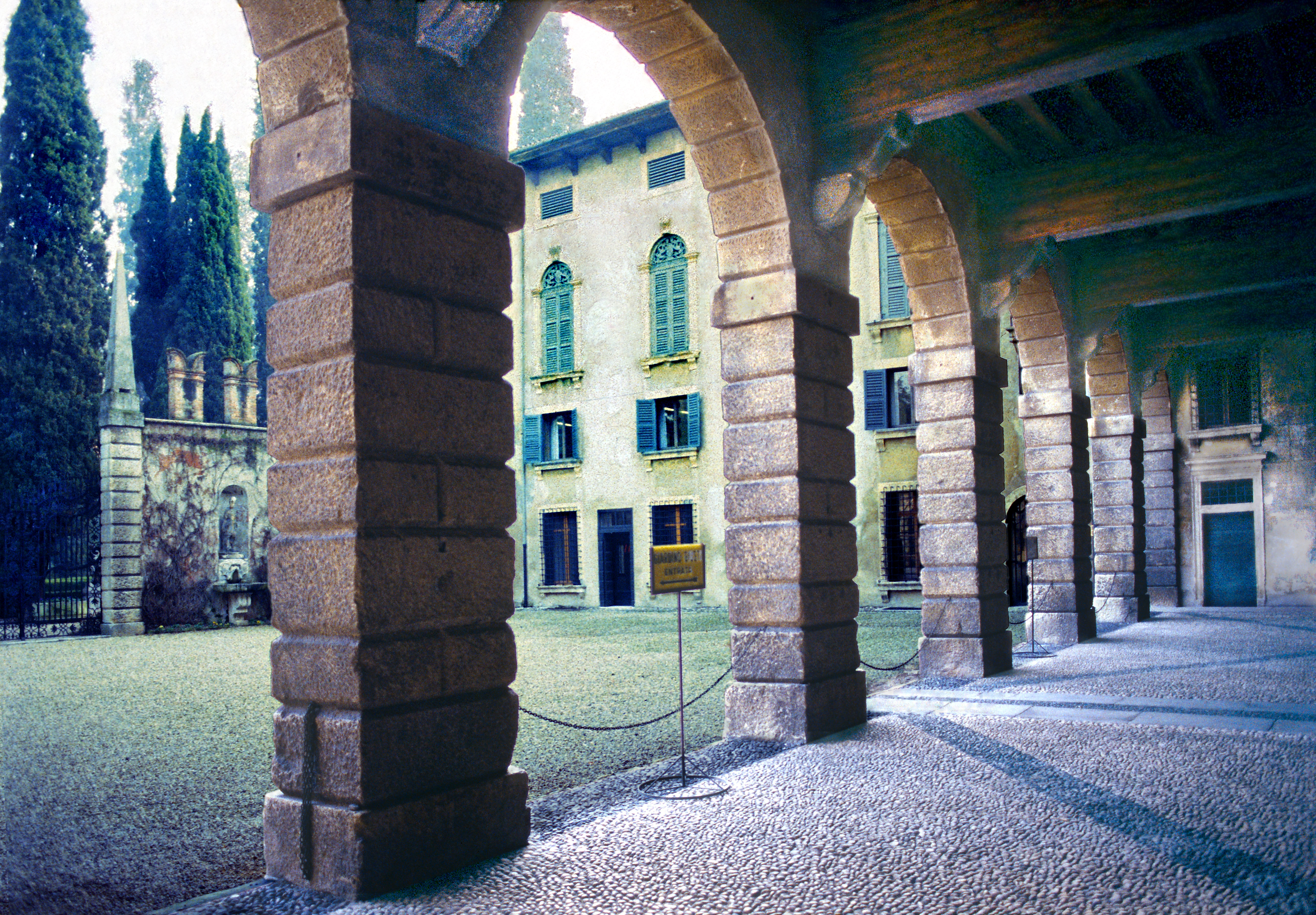
Sillar de esquina en el peristilo del Palazzo Giusti, Verona
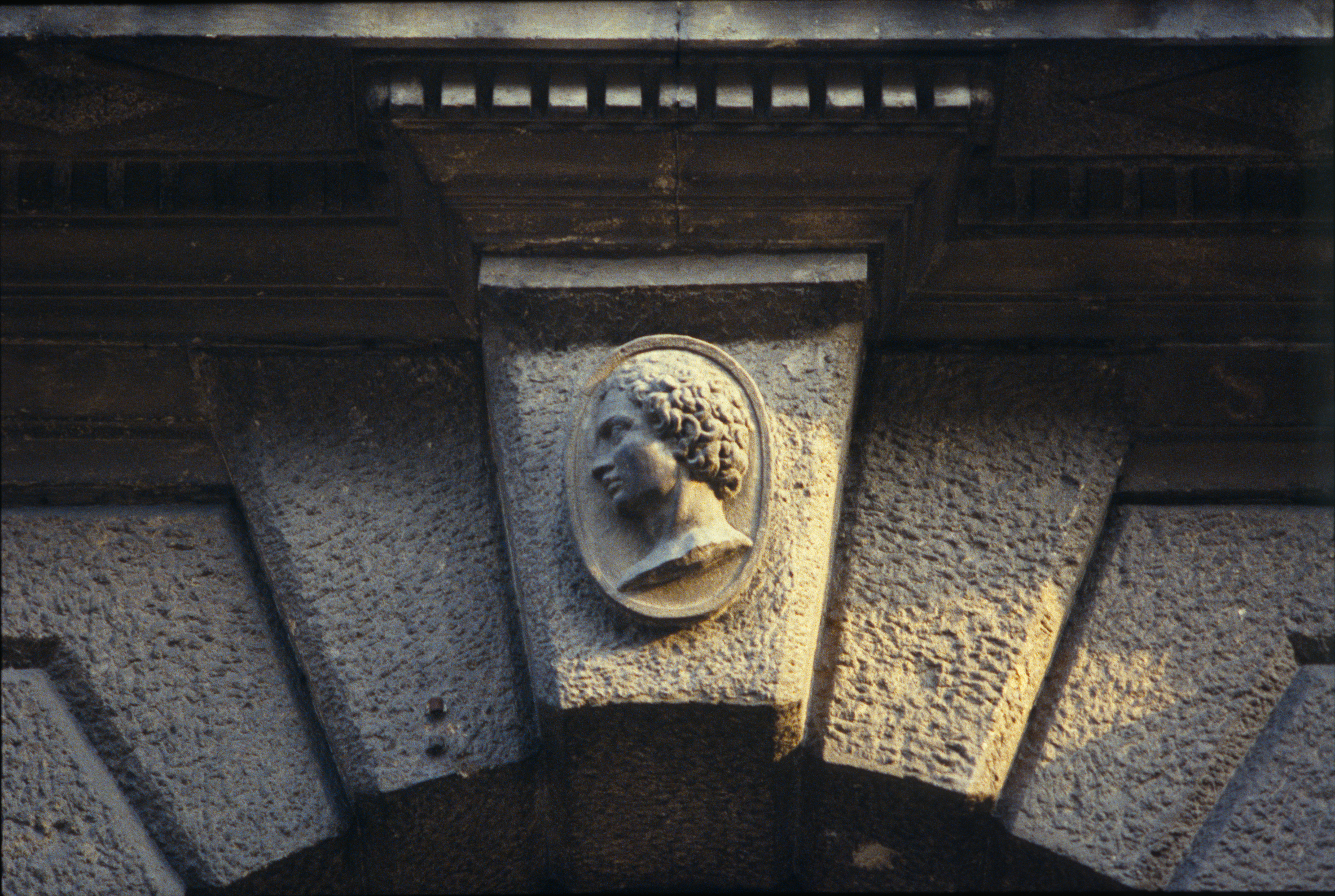
Sillares rústicos y piedra angular en la entrada principal del Palazzo Giusti en Verona
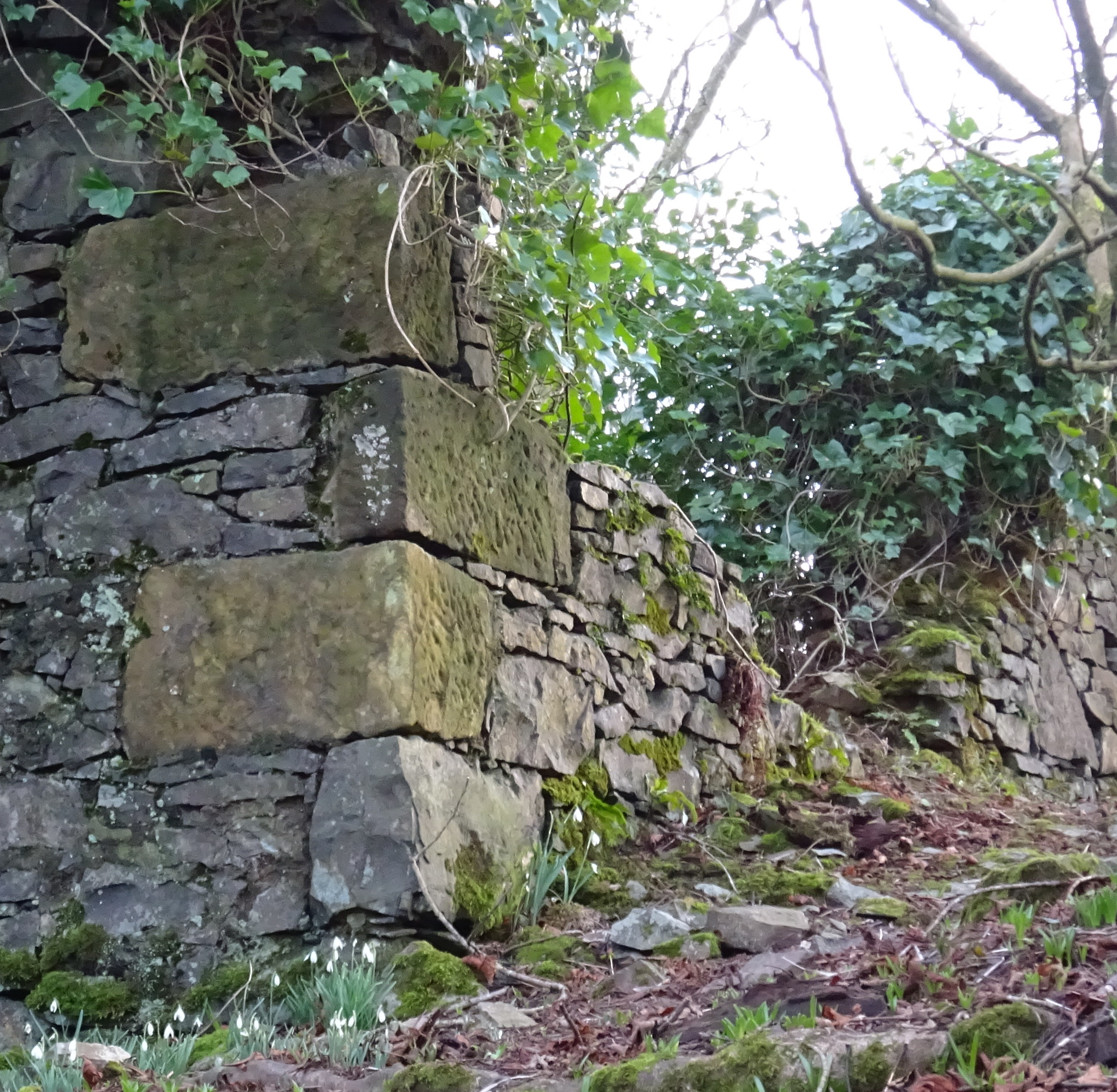
Sillar de esquina horizontal alternante en una pared en East Ayrshire
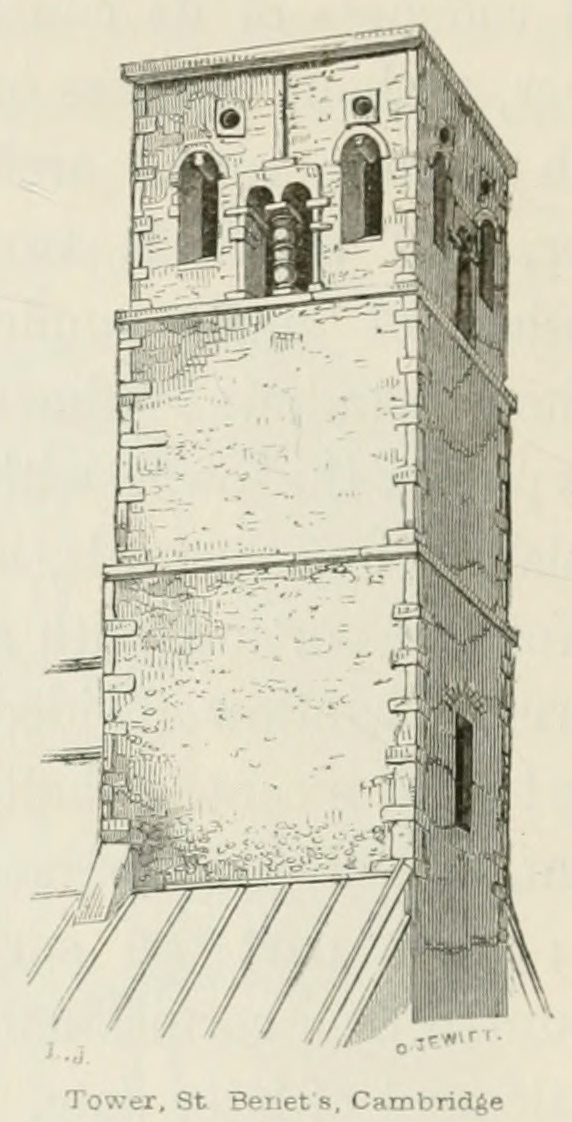
Torre de St Bene't mostrando sillares largos y cortos